# Москвитина, Галина Александровна
Галина Александровна Москвитина  (Гала) — украинская художница, основатель стиля латернативный реализм.

## Биография
Родилась в Киеве. Окончила Украинский полиграфический институт имени Ивана Фёдорова по специальности художник-график. Галина Москвитина относится к категории объективных художников, представителей объективного искусства. Работает в направлении латернативный реализм.

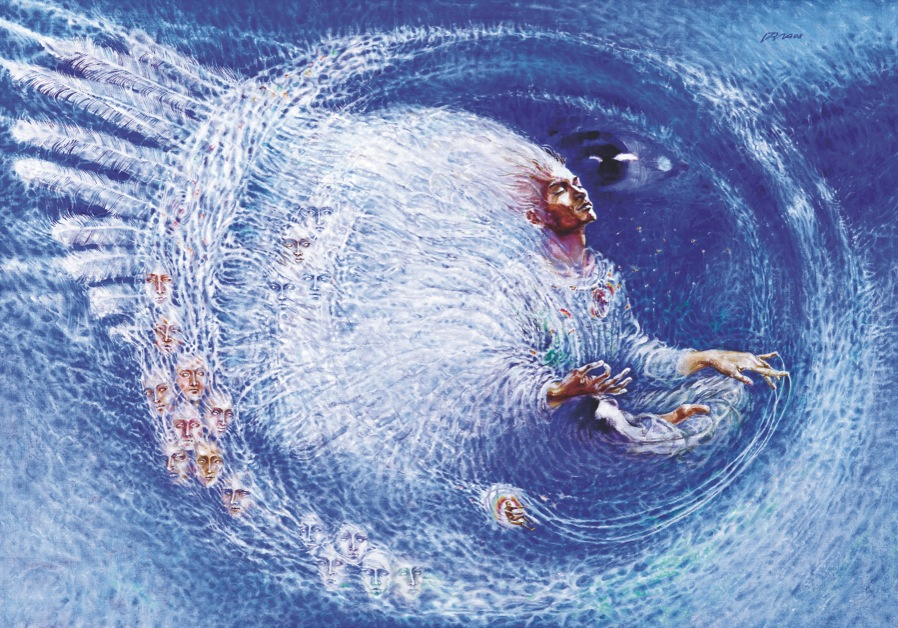
Качели Жулая

## Выставки
В октябре 2010 года в Киевском национальном музее русского искусства прошла первая выставка светангов Галины Москвитиной «Ангели. Боги. Будды».
Выставка под названием «Дар свету» проходила в ноябре 2010 года в Шоколадном домике в Киеве.
C 21 июля по 7 сентября 2011 в Одессе в Центре интегральных практик "ИГРА" прошла выставка работ Галины Москвитиной в рамках «Проекта Эволюция». Экспозиция состояла из репродукций, именуемых светангами, оригиналы которых находятся в частных собраниях и фондах. 19 сентября 2011 в Тель-Авиве состоялась первая выставка мирового турне светангов Галины Москвитиной «Кодекс света» в посольстве Украины в Израиле. 4 октября 2011 в Киеве в Шоколадном домике состоялся предварительный показ светангов Галины Москвитиной по случаю начала мирового турне «Кодекс света» и презентация альбома «Ангелы. Боги. Будды». 19-30 октября в Милане в Congress&Expo Center состоялась вторая выставка турне «Кодекс света». 7-26 ноября 2011 г. в Лондоне в галерее Hay Hill  состоялась третья выставка турне "Кодекс света". 7-13 декабря 2011г в Киеве в филиале Национального музея русского искусства состоялась четвёртая выставка турне "Кодекс света".  20 января - 21 февраля 2012г в Киеве в Центре интегрального развития человека "Новый век" состоялась вторая выставка работ Галины Москвитиной в рамках проекта "Эволюция" 25 апреля - 7 мая 2012г в Нью-Йорке в галерее Alexandre Gertsman Contemporary Art Gallery состоялась пятая выставка турне "Кодекс света" 26 июля - 26 сентября 2012г в Киеве в конно-спортивном комплексе "МАГНАТ" состоялась выставка Галины Москвитиной "Встреча неба и земли" 27 ноября 2012г в Киеве открылась новая галерея ARCANE ART GALLERY, в которой представлена наиболее полная коллекция работ Галины Москвитиной  18 декабря 2012г в галерее "Arcane Art"  состоялась встреча "Объективность новой эры", в ходе которой можно было увидеть работы Галины Москвитиной 22 января 2013 года в галерее "Arcane Art" открылась выставка "Объективные миры. Искусство минералов", объединившая новую экспозицию работ Галины Москвитиной и удивительную коллекцию минералов
19 февраля 2013 года в галерее "Arcane Art" состоялось открытие новой экспозиции работ Галины Москвитиной и музыкальная встреча «Объективность звука» 5 марта 2013 года в галерее "Arcane Art" состоялась встреча из цикла "Объективность звука" -  «Поющие  тибетские чаши», сопровождаемая новой выставкой работ Галины Москвитиной 26 марта в галерее "ARCANE ART" состоялось очередное событие – «Великий космический год», в котором приняли участие художница Галина Москвитина, а также известный украинский астролог Галина Побережная 9 апреля 2013г галерея "Arcane Art" совместно с издательством "София" провела встречу "В начале было Слово", на которой наряду с новой экспозицией картин Галины Москвитиной были представлены популятные книги издательства 23 апреля 2013г в галерее "Arcane Art" дизайнер Елена Голец представила новую коллекцию осень/зима 2013-14. Завершающим аккордом показа стало платье, на создание которого дизайнера вдохновили светанги (живописные работы) художницы Галины Москвитиной, представленные в галерее 14 мая 2013г в галерее "Arcane Art" состоялась встреча «Гармония вековых традиций и современного искусства», предоставившая её участникам уникальную возможность услышать  чарующие звуки древнего инструмента билы в гармоничном сочетании с новыми работами Галины Москвитиной из серии «Sundogs» 28 мая 2013г в галерее "Arcane Art" состоялась выставка «Единство внутреннего и внешнего Космоса. Вселенная глазами искусства и науки», на которой были представлены новые работы Галины Москвитиной из серий «Sparkles» (Вспышки) и «Sundrops» (Капли солнца) и панорамные снимки Вселенной, сделанные космическим телескопом "Хаббл". 12 октября 2013г в галерее "Arcane Art" открылась новая экспозиции Галины Москвитиной — «Объективные миры: послание деревьев», приуроченная к началу акции, являющейся частью международной инициативы Clean Up The World, которая объединяет 180 стран, по высадке деревьев в Киеве и других городах Украины представителями бизнеса и социально ориентированных организаций. 21 января 2014 года в галерее "Arcane Art" состоялось открытие выставки "Объективность кинематографа. Сергей Параджанов: Сквозь время. К 90-летию со дня рождения", на которой, наряду с фотографиями Юрия Гармаша были представлены новые работы Галины Москвитиной из серий  «Sundrops» и «Prayer». 22 июля 2014 года в галерее "Arcane Art" состоялось открытие новой выставки - «Мгновение вечности», которая представляет новую серию светангов Галины Москвитиной "AtmAspheric Front". 10 сентября 2014 года в галерее "Arcane Art" состоялась встреча "Объективная музыка", на которой гости могли насладиться классическими произведениями С.Баха, Б.Марчелло, К.Дебюсси, Ф.Шуберта и Ф. Крейсера на фоне новой экспозиции работ Галины Москвитиной "Stream". 24 ноября 2014 года в лондонской галерее "Hay Hill" открылась выставка Галины Москвитиной "The Heart of the Matter", представившая коллекцию её медитативных работ.

## Аукцион
8 июня 2011 года аукционный дом Bonhams провел торги, на которых наряду с традиционными шедеврами русской живописи впервые были представлены украинские художники. Картина Галины Москвитиной под названием «Школа танцев», была продана за 9600 фунтов-стерлингов. 1 декабря 2011 г. картина Галины Москвитиной "Луч творения" была продана на аукционе MacDougall's за 6500 фунтов стерлингов. 28 ноября 2012 года картина Галины Москвитиной "Association" была продана на торгах аукционного дома MacDougall's в Лондоне за 11050 фунтов стерлингов.

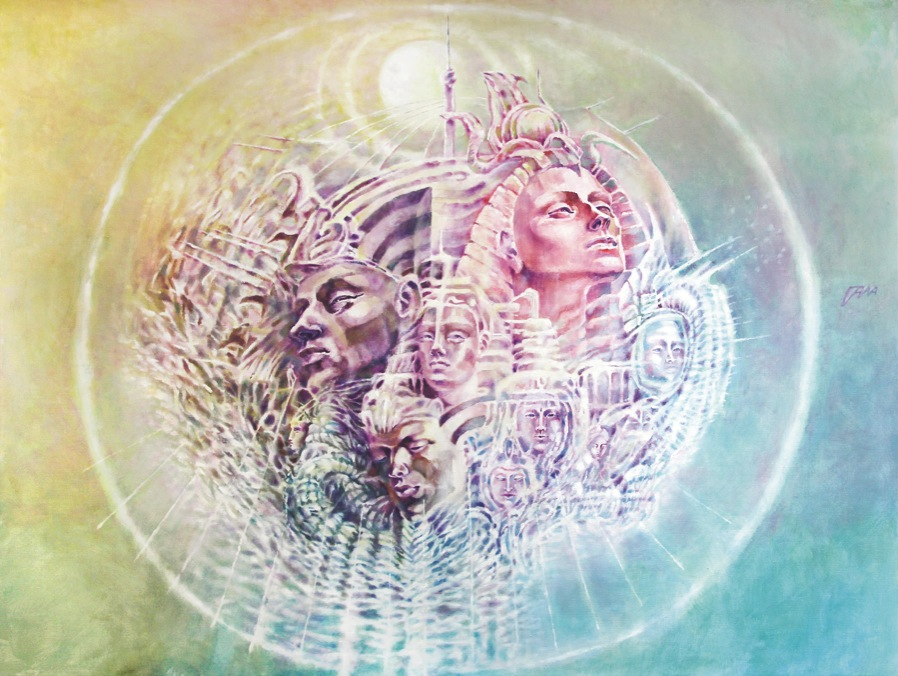
Корабль Иштар

## Латернативный реализм
Латернативный реализм — это творческое стремление, основанное на особенном восприятии художником света, использовании в живописи концептуальных образов, непосредственно связанных с понятием «свет, светимость, светоносность». Картины, созданные в рамках данного направления, именуются светангами. Они являются частью «приключений души», выражением духовного опыта, изображенного в живописной форме, продиктованных движением души, выражением пространства света в объективном мире.

## Официальный сайт
Официальный сайт Галины Москвитиной